# Carlo Mario Abate
Carlo Mario Abate (Torino, 10 luglio 1932 – Torino, 29 aprile 2019) è stato un pilota automobilistico italiano.

## Biografia

### Le corse turismo
Pur essendo stato principalmente pilota di monoposto, ha cominciato a correre nei rally nel 1955, con una Fiat. L'anno successivo passò alle gare turismo, dimostrando grande capacità ed entusiasmo, doti che gli permisero di vincere due titoli italiani, uno in salita e la famosissima Mille Miglia, nel 1959, seppur ormai la maggior parte della corsa venisse percorsa sotto forma di trasferimento, al volante della Ferrari 250 GT in coppia con Gianni Balzarini. Nel 1963 vinse anche la prestigiosa Targa Florio al volante della Porsche 718 in coppia con Jo Bonnier.
Era uno dei migliori specialisti della Ferrari 250 GTO e gareggiò principalmente per scuderie italiane: la Scuderia Serenissima del conte Giovanni Volpi, la Scuderia Centro-Sud, la Scuderia Ferrari, oltre che per la tedesca Porsche.

### L'esperienza con le monoposto
Nel 1962 decise di provare anche le monoposto: finì terzo nel GP del Mediterraneo, non valido per il campionato del mondo, sul tracciato di Pergusa, presso Enna; inoltre partecipò al Gran Premio di Napoli finendo quarto e a quello di Reims, dove però distrusse la propria Lotus. Contemporaneamente decise di prendere parte ai Gran Premi di Francia e Germania. Sfortunatamente per lui fu costretto a dare forfait. L'anno successivo partecipò al Gran Premio di Imola finendo quinto con una Cooper della Scuderia Centro-Sud e poi al Gran Premio di Siracusa, dove finì terzo. Nello stesso anno fu costretto a dare forfait per il Gran Premio d'Italia al volante della Porsche, valido per il campionato del mondo. Dopo quest'ottimo 1963, culminato con la vittoria nella Targa Florio, Abate decise di ritirarsi dalle competizioni.
Diventò successivamente direttore della clinica di proprietà della famiglia.